# Librije (Zutphen)

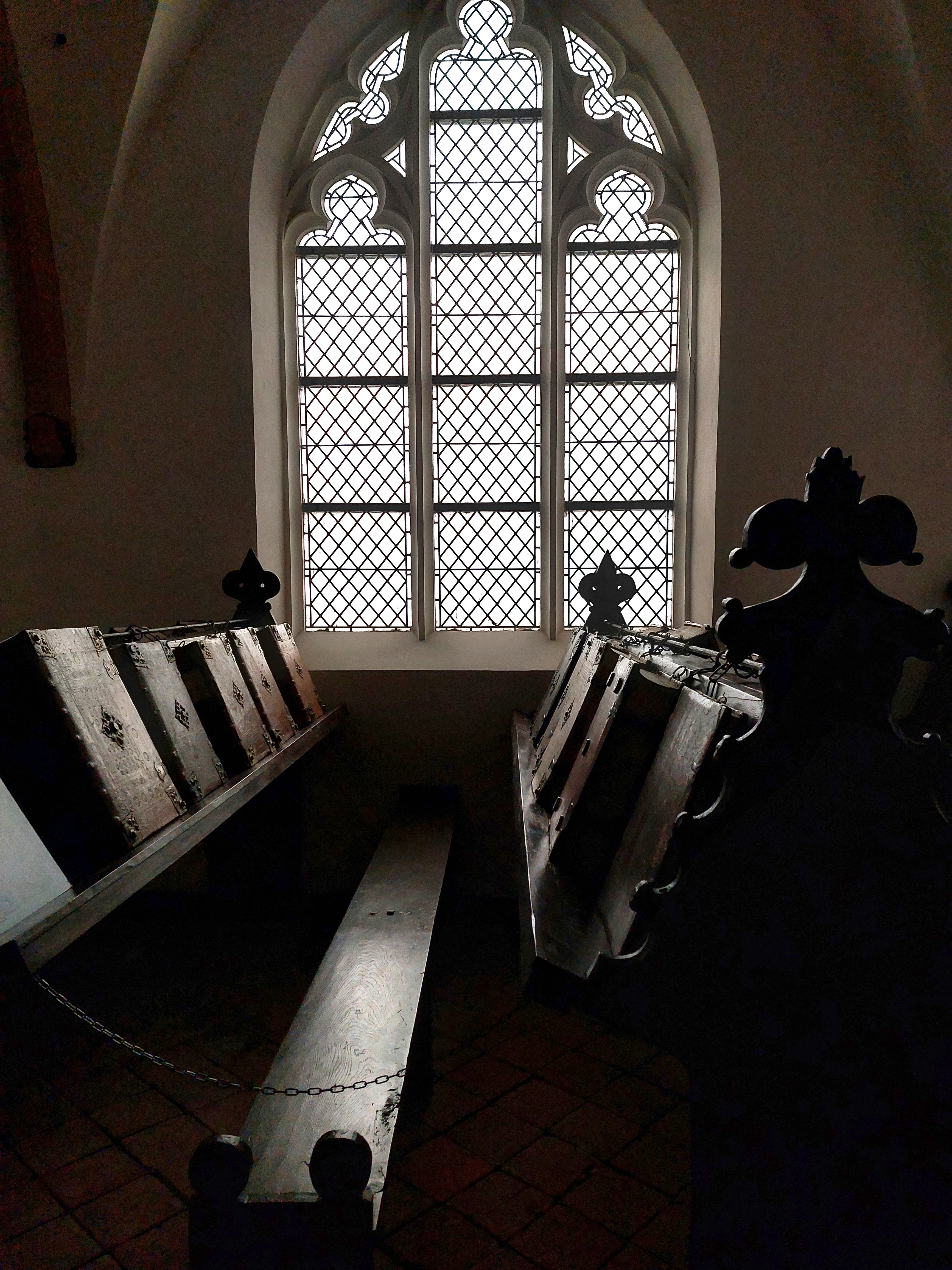
Lectrijnen met boeken

De Librije is een kettingbibliotheek uit 1561 in de Walburgiskerk aan het 's-Gravenhof te Zutphen. Het is een van de weinige nog bestaande kettingbibliotheken die op hun oorspronkelijke plaats worden bewaard. Andere bekende kettingbibliotheken bevinden zich in het Italiaanse Cesena en in het Engelse Hereford. Deze librije alsmede de librije in Enkhuizen zijn de enige twee historische stadsbibliotheken in Nederland  die nog op de oorspronkelijke locatie gevestigd zijn.   

## Stichting als openbare leeszaal
Bij de kerk hoorde al voor het einde van de vijftiende eeuw een kapittelbibibliotheek. In 1492 werd vanwege de groei van de gemeente onder andere een nieuwe kapittelkamer aan de kerk gebouwd (de huidige consistorie). De overwelfde ruimte boven deze kamer werd  bestemd voor deze bibliotheek. Deze ruimte wordt nu wel aangeduid als de bovenlibrije.  De kanunniken hadden ook een rol als adviseur van de landsheer, de hertog van Gelre, of het bestuur van de stad Zutphen. Er was naast religieuze literatuur dus ook juridische literatuur aanwezig. Uit een document van 1495 wordt duidelijk dat de boeken toen al aan de ketting lagen. Het was een bibliotheek voor een beperkte doelgroep, de kanunniken en wellicht de stadsbestuurders. In de oudste  catalogus van 1566-1570 werden 26 handschriften vermeld die waarschijnlijk al in het bezit van de kerk waren voor de bouw van de bovenlijbrije. Slechts twee van deze handschriften zijn nog aanwezig in de huidige collectie. De boekdrukkunst had tot gevolg dat veel handschriften verloren gingen. Zij werden hergebruikt voor het perkament. In de oudste collectie waren ook een aantal incunabelen aanwezig die deel uitmaken van de huidige collectie in de eenentwintigste eeuw. 
De kerkmeester Conrad Slindewater trachtte rond 1550 een bibliotheek in de kerk te vestigen die wat ruimer van opzet was. Doelgroepen waren juristen, artsen en priesters die daar dan de informatie zouden kunnen vinden voor hun professionele activiteiten. Slindewater maakte zelf ontwerptekeningen voor de librije. Hij baseerde het ontwerp op de boekenzalen van twee Zutphense kloosters. Na zijn overlijden werd het idee gedragen door zijn opvolger en tussen 1561 en 1564 werd op het terrein van een kerkhof een gebouwtje aan de kerk gebouwd dat de nieuwe librije werd. Het was een openbare leeszaal die vrijwel dagelijks geopend was. Er waren zestig sleutels in omloop waarmee men toegang had tot de librije. Er werd niet uitgeleend. De boeken lagen aan de ketting. Achter de wens een nieuwe librije te stichten was de notie van Slindewater dat goede boeken de lezers zouden genezen van dwalingen en in het ware -katholieke - geloof zouden worden gesterkt. Bekeringen naar het juiste geloof zouden het gevolg zijn. Een catalogus van 1570 vermeldt een bezit van 357 werken, verkregen door aankopen en ook meerdere schenkingen. Hiervan zijn er nog 105 in de huidige librije aanwezig,  
Van 1572 tot 1591 wisselde de stad na steeds opnieuw een beleg een aantal malen van kleur van magistraat. De instellingen in de stad werden meerdere malen geplunderd. De overwinnaars brachten altijd een bezoek aan de librije en verwijderden dan vaak literatuur die hen niet aanstond. Kort na 1591 als de stad definitief in Staatse handen komt is vrijwel alle literatuur over het katholieke geloof in de volkstaal verdwenen. 

## Na de reformatie
Het stadsbestuur besloot ook alle kloosters in de stad te visiteren en daar nog aangetroffen literatuur in principe onder te brengen bij de librije. Het gebruik als openbare leeszaal wordt beëindigd. Alleen leden van het stadsbestuur en predikanten mochten nog van de librije gebruik maken. Het beheer van de librije werd in handen gegeven van de rectoren van de Latijnse school. Er werden in de zeventiende eeuw aankopen gedaan die vooral betrekking hebben op reformatorische theologie. Er werden opnieuw enige schenkingen gedaan waaronder een exemplaar van de Hamburgse polyglotbijbel van 1596. Een catalogus van 1732 -1735 vermeldt een bezit van 459 titels. Dat is ook de kern van het huidige bezit van de librije. Vanaf 1818 werd de functie van bibliothecaris vervuld door de oudste predikant van de kerk. De eerste daarvan maakt een nieuwe catalogus die nu 488 titels vermeldt. Daarna zijn de predikanten niet meer geïnteresseerd en breekt een periode van verwaarlozing van de librije aan. In 1859 werd de gehele collectie in bruikleen aan de stad gegeven en overgebracht naar het stedelijk archief. Het gebouwtje van de librije werd een speelplaats voor kinderen.

## Het cultuurhistorisch belang
In 1896 werd Koenraad Meinsma benoemd tot leraar Nederlands en Geschiedenis aan het Stedelijke Gymnasium in Zutphen. Hij toonde grote interesse in de collectie van de librije en werd in in 1899 door het kerkbestuur benoemd als archivaris en bibliothecaris van de collectie. In 1902 promoveerde hij op het proefschrift Middeleeuwsche bibliotheken. Hij beschreef daarin het ontstaan van de librije en plaatste die in een context van groot cultuurhistorisch belang. Het gebouw van de librije werd door zijn handelen schoongemaakt en de collectie keerde daarin terug. In 1903 publiceerde hij een nieuwe catalogus. Die bevatte 741 titels. Onderdeel daarvan waren nu ook circa 85 schoolboeken van de voormalige Latijnse school.  Deze catalogus had ook een meer systematische opbouw dan de voorgaande. Het was geordend naar handschriften, incunabelen en naar onderwerpen als kerkvaders, theologie, geschiedenis, letterkunde en meerdere wetenschappen als medicijnen en geografie. Meinsma organiseerde ook dat een aantal boeken hersteld en opnieuw ingebonden werden. Hij overtuigde de architect Pierre Cuypers om bij de restauratie in 1907-1908 van de kerk het middeleeuwse karakter van de librije te handhaven.

## Verwaarlozing en naar een museale collectie
Meinsma overleed in 1929. In de decennia daarna is er weer sprake van verwaarlozing van de collectie. Er was onvoldoende besef dat de verzameling boeken gezien diende te worden als een museale collectie met daarbij behorende omstandigheden. In een rapport uit 1955 werd de slechte staat waarin vele boeken verkeerden benoemd. In een rapport uit 1974 werd de wanordelijke opstelling en het ontbreken van adequate beheerscondities gelaakt. Nog steeds konden bezoekers van de librije de boeken in handen nemen en openen en bladeren.  Het duurde nog tot 1982 voordat een groot restauratietraject van de boeken kon beginnen. In dat decennium werd ook de librije hersteld en gerestaureerd naar de oorspronkelijke middeleeuwse staat en kon men de juiste klimatologische omstandigheden garanderen. In 1984 werd het beheer van de collectie en de librije overgedragen aan de daartoe opgerichte Stichting Librije Walburgskerk Zutphen. Daarbij is vastgelegd dat de librije  een museale collectie is. Bezoekers kunnen de librije onder begeleiding van een gids bezoeken.   
In 2008 werd een nieuwe wetenschappelijke catalogus gepubliceerd. Die bevat 826 titels. Daaronder zijn zes handschriften. Het oudste boek dateert uit 1469 en er zijn 83 andere incunabelen. Er zijn 420 boeken uit de zestiende eeuw, 273 uit de zeventiende eeuw, 28 uit de achttiende en 2 uit negentiende eeuw. Van zeven boeken kon geen datum van uitgave worden vastgesteld. 
Topstukken uit de collectie zijn onder meer een eerste druk van het De revolutionibus orbium coelestium van Copernicus en, voor zover bekend, het meest complete exemplaar van  Zeespiegel, inhoudende eene beschrijvinge der zeehavenen van Willem Blaeu.